# 49 Virginis
49 Virginis är en orange jätte i Jungfruns stjärnbild.
Stjärnan har visuell magnitud +5,15 och är synlig för blotta ögat även vid normal seeing. Den befinner sig på ett avstånd av ungefär 305 ljusår.